# Agnes Kayser-Langerhannß
Agnes Kayser-Langerhannß (geb. Langerhannß; * 24. Mai 1818 auf Schloss Heldrungen, Provinz Sachsen; †  21. April 1902 in Dresden) war eine deutsche Schriftstellerin.

## Leben
Agnes Kayser-Langerhannß war das jüngste von sieben Kindern des Proviantmeisters und Kriegsrats Langerhannß. Sie kam mit der Familie noch im ersten Lebensjahr nach Erfurt und verlebte dort ihre Kindheit und Jugend. Bis 1830 besuchte sie die Höhere Töchterschule (siehe Königin-Luise-Gymnasium) in Erfurt und erhielt dann bis 1834 Privatunterricht durch Hauslehrer.
Während eines Besuchs in Schulpforta lernte sie den Sanitätsrat und Kreisphysikus Rudolph Kayser († 23. Mai 1866 in Naumburg) aus Naumburg kenne, den sie 1836 im Alter von 18 Jahren heiratete.
Sie veröffentlichte 1865 ihre erste Sammlung ihrer Gedichte.
Nach dem Tod ihres Mannes, der sie aus dem seelischen Gleichgewicht brachte, reiste sie im Herbst 1866 zu ihrer Schwester Charlotte nach Dresden. Nachdem sie sich dort seelisch erholt hatte, unternahm sie in den Jahren 1867 und 1868 Reisen nach Österreich, Italien, Frankreich, in die Schweiz und nach Tirol, verbrachte den Winter in Rom und Neapel und beschloss nach Beendigung dieser Reisen, sich in Dresden niederzulassen und nur noch die Sommer in Naumburg zu verbringen. 1872 unternahm sie noch Reisen nach Belgien, England und Schottland.
In Naumburg entstand 1866 ihr erzählendes Gedicht Das friedliche Tal im Kriege 1813, dem 1867 die Novelle Waldrose und 1871 Bausteine für Straßburg folgten; in dieser Zeit lernte sie in Dresden den Schriftsteller Feodor von Wehl kennen, der sie ermutigte, weiter zu dichten und zu schreiben.
Sie veröffentlichte 1872 Gedichte. Neue Folge, das 1895 in der 5. Auflage erschien. 1881 erschien ihr Hauptwerk Odin: Nordisch-germanische Göttersage, ein episches Gedicht in 22 Gesängen, mit Illustrationen. Aus den Vorstudien zu diesem Werk entstand 1886 das altgermanische Trauerspiel Loki, das 1888 für die Bühne umgearbeitet und am 8. März 1889 im Stadt-Theater in Würzburg uraufgeführt und 1890 im Berliner Ostend-Theater aufgeführt wurde. In sieben Bänden erschienen ihre Gesammelte Dichtungen (1891–1895) und das Schauspiel Der Erfinder sowie der Roman Der versunkene Garten.
Im Oktober 1879 nahm sie am Ersten Deutschen Schriftstellertag teil, den der Verband Deutscher Schriftsteller in Dresden veranstaltete.
Ihr letzter Wohnsitz in Dresden war Terrassenufer 3 (siehe Venezianisches Haus).

## Ehrungen und Auszeichnungen
Der Freie Deutsche Hochstift für Wissenschaften, Künste und allgemeine Bildung in Frankfurt am Main ernannte Agnes Kayser-Langerhannß mit Diplom vom 23. Januar 1876 zum Ehrenmitglied und Meister.
Sie erhielt 1881 die Goldene Verdienstmedaille für Kunst und Wissenschaft virtuti et ingenio vom sächsischen König Albert und im selben Jahr die Silberne Verdienst-Medaille vom Herzog Ernst II. von Sachsen-Coburg und Gotha,  1883 die Goldene Medaille mit der Krone für Kunst und Wissenschaft vom Herzog Ernst I. von Sachsen-Altenburg, 1886 vom türkischen Sultan Abdülhamid II. den Chéfakatorden III. Klasse (siehe Nişan-ı Şefkat), 1892 die Silberne Medaille für Wissenschaft und Kunst vom Fürsten Ferdinand von Bulgarien und die Goldene Medaille mit der Krone Litteris et Artibus vom schwedischen König Oskar II.

## Schriften (Auswahl)
- Gedichte. Berlin, 1865 (Digitalisat); 3. Auflage Dresden, 1877 (Digitalisat).
- Das friedliche Tal im Kriege 1813. Leipzig, 1866 (Digitalisat).
- Waldrose. Leipzig, 1867 (Digitalisat).
- Bausteine für Straßburg. Lieder von 1870, 1871. 4. Auflage, Dresden, 1871 (Digitalisat).
- Gedichte. Neue Folge. Dresden, 1871.
- Odin. Nordisch-germanische Göttersage. Dresden, 1881.
- Loki - altgermanisches Trauerspiel in fünf Akten. Dresden, 1886. 2. Auflage, 1891 (Digitalisat).
- Gesammelte Dichtungen, 7 Bände. Dresden, 1891–1895.
- Der Erfinder. Dresden, 1892 (Digitalisat).
- Erinnerungen aus meinem Leben. Dresden, 1894 (Digitalisat).
- Der versunkene Garten. Dresden, 1895.